# صوفيا بالا
صوفيا بالا (بالإنجليزية: Zsófia Balla)‏ (15 يناير 1949، كلوج نابوكا في رومانيا)؛ كاتِبة، صحفية وشاعرة رومانية-مجرية.